# モンテビデオ・シティ・トルケ
モンテビデオ・シティ・トルケ (西: Montevideo City Torque) 、旧名クラブ・アトレティコ・トルケ (西: Club Atlético Torque) は、ウルグアイのモンテビデオを本拠地とするサッカークラブ。2024シーズンからはセグンダ・ディビシオン（2部）に所属している。

## 歴史
CAトルケは2007年12月26日にカンクンで事業をしているウルグアイ人ビジネスマンのラウール・アキーノ・レイノソによって設立された。彼はスポーツベンチャーのコンセプトをブログに綴っていた電機メーカー勤務のマルセロ・ヤウレッチェに連絡を取った。チームの名前はその彼の使っている原理であるトルクから取られた。クラブの初シーズンは地元のリーガ・デ・プンタ・カレッタス所属であった。

### セグンダ・ディビシオン・アマテウル
2008-09シーズンから3部のセグンダ・ディビシオン・アマテウルに参入。クラウスーラでは11戦負けなしの快進撃を見せていたが、プレーオフではクルブ・オリエンタル・デ・フットボールに敗北した。しかし、オリエンタルはセグンダ・ディビシオン・プロフェシオナルへの昇格を拒否したため、昇格する権利を得たものの審査落ちしたために昇格は出来なかった。
翌シーズンも上位を保ち、アペルトゥーラ、クラウスーラともに5位以内につけた。2011年5月にはフラカンFCと合併し、新たに「フラカン・トルケ」となったが、同年8月に合併は解消され、フラカン・トルケとしての試合は行われる事すらなかった。合併解消後もトルケはセグンダ・ディビシオン・アマテウルに在籍していたが、2011-12シーズンを1位で終えたため、2012-13シーズンより昇格が決まった。

### セグンダ・ディビシオン・プロフェシオナル
プロとしての初シーズンは5位で終え、昇格プレーオフではタクアレンボFCを倒したもののプレーオフ決勝でPK戦に縺れ込んだ後に敗北し、昇格はならなかった。
翌シーズンは惨憺たる成績で最下位、加えて一つ上の順位のチームと勝ち点差8を離される結果であった。しかし、同リーグの15クラブへの拡大によって降格は免れた。14-15シーズンは10位と中位につけた。

### シティ・フットボール・グループによる買収
2017年3月20日、ウルグアイのオンラインスポーツニュースサイトであるオバシオンはシティ・フットボール・グループが南米の選手との契約を目的としてトルケの買収に乗り出した事が報じられた。また、CFGは買収の他にエスタディオ・フアン・アントニオ・ラバレヤを一新し移設する計画がある事も報じられた。
買収交渉についてはその後も様々報じられたが、2017年4月5日にウルグアイサッカー協会から公式に買収が為されたと発表された。
2020年1月23日、CAトルケからモンテビデオ・シティ・トルケへの改名とロゴの刷新が発表された。

## タイトル
- セグンダ・ディビシオン・プロフェシオナル: 2017, 2019
- セグンダ・ディビシオン・アマテウル: 2011-12

## 歴代所属選手
- ナウエル・フェラーレシ 2017-